# Amy Patterson
Amelia Cabeza Belmonte, (San Miguel de Tucumán, 16 de julio de 1912-Salta, 28 de diciembre de 2019),  más conocida como Amy Patterson, fue una compositora, cantante, poetisa y profesora de música argentina, autora de la música del himno de Salta. Hasta la fecha, sus composiciones son solicitadas por directores de orquestas y profesores de música de toda la nación, ya que muchas de ellas cuentan con la aprobación del Ministerio de Educación.
Se dedicó durante aproximadamente 40 años como profesora de música para jóvenes y niños. Compuso diversas canciones infantiles y poemas juveniles. Sus creaciones se han destacado en todo el país, pero en especial en el litoral y en el norte argentino.

## Biografía

### Primeros años
Nació en San Miguel de Tucumán, el 16 de julio de 1912, aunque a corta edad su familia se trasladó a Buenos Aires, donde pasó su juventud, asistiendo a clases particulares de música, y allí aprendió a tocar el violín y el piano. Finalizados sus estudios secundarios, comenzó a estudiar en el conservatorio de música Clementi la carrera de profesora de violín, y se graduó tres años más tarde como profesora superior de violín con calificación sobresaliente, según el diploma del Ministerio de Educación expedido el 15 de diciembre de 1960. También estudió con una profesora particular durante siete años canto clásico e interpretación de voz, pero no teniendo ningún certificado que lo compruebe.

### Carrera
Instalada en la ciudad de Salta en 1945, trabajó como profesora de música en la Escuela Nocturna de Estudio Comercial Hipólito Yrigoyen de dicha ciudad, y en ese mismo año compuso la música de la marcha "Gloria a Salta", que unos meses después fue oficializada como himno de Salta por el decreto N° 5957/62 de la legislatura provincial.
En 1946 trabajó como profesora de música en las escuelas Zorrilla, Alberdi y en el instituto Peter Pan, pero cuatro años después renunció por motivos personales. Al momento de renunciar en el instituto Peter Pan, este le otorgó una medalla de oro por haber escrito la obra teatral Las Aventuras de Peter Pan, que fue presentada dos veces consecutivas en el Teatro Victoria de Salta, una en el Teatro Mitre de San Salvador de Jujuy y una en un teatro de San Miguel de Tucumán. Durante los próximos diez años daría lecciones particulares de piano, violín, guitarra y canto. Fue directora del Coro Polifónico de Salta, que en 1962 ofreció 14 recitales públicos y radiales.
En el año 1952, con auspicio de la radio oficial de la Provincia de Salta, ofreció un programa radial que constaba de recitales de canto de cámara con acompañamiento de órgano en la Iglesia La Merced de la ciudad de Salta. El programa se transmitió durante ocho meses consecutivos en la mencionada emisora y su director fue Alejandro Rodrigo Montero. Debutó como pianista desde 1957 hasta el 27 de diciembre de 1965 en la Radio Provincial de Salta o Radio del Estero.
Fue directora del Coro de niños de Salta y del Coro Polifónico de Salta durante tres años. Durante las festividades del milagro actuó con los coros que dirigía en el palco escénico levantado por L.V.9 Radio Güemes. Allí interpretaba canciones religiosas al paso de las imágenes del Señor y Virgen del Milagro.
Integró durante tres años como primer violín y cantante la Orquesta sinfo filarmónica de Salta, que ofrecía recitales públicos en Salta y San Salvador de Jujuy.
Fue designada custodia de la Bandera de Grecia en la escuela nocturna N° 8 de Salta, ya que bajo su dirección ofrecieron al público el himno de Grecia interpretado en su idioma original. Bajo el auspicio de la Asociación Reducadora de Niños Infradotados, ofreció en el Club 23 de agosto de San Salvador de Jujuy un recital de piano estrenando en esa oportunidad la música de su ballet sobre temas de la zafra, aguafuerte folflórico, que constaba de diez cuadros y cuya ilustración fue llevada a cabo por el pintor Alejandro Abdo.
Residía en un departamento de la calle Alsina en la ciudad de Salta, y en 2012 publicó un nuevo libro de poesías, llamado Inspiraciones desde mi balcón 2.
Falleció el 28 de diciembre de 2019, a los 107 años.

### Publicaciones
La revista La Familia Cristiana y el diario El Tribuno publicaron en sus ediciones algunas de sus composiciones. Además, tiene publicaciones en la Revista Tricolor de Venezuela y en otras revistas y diarios. Grabó su obra Alitas Musicales en la discográfica salteña HyR Maluf. Es mencionada en el libro Mujeres Salteñas, de Roberto Vitry.